# Moritz von Bardeleben (général)
Karl Moritz Ferdinand von Bardeleben (né le 7 juillet 1777 à Prenzlau et mort le 14 février 1868 à Coblence) est un général d'infanterie prussien et gouverneur de la forteresse de Coblence et Ehrenbreitstein (de).

## Biographie

### Origine
Ses parents sont le colonel Heinrich Ferdinand von Bardeleben (né en 1748 et mort le 1er novembre 1822) et son épouse Julie Lucie, née von Blankenburg. Son père est le commandant du régiment d'infanterie "prince Henri de Prusse" et héritier de Wartekow.

### Carrière
Bardeleben rejoint le 12e régiment d'infanterie "von Kleist" de l'armée prussienne le 15 juin 1791 en tant que caporal et prête serment le 7 octobre 1792. Il combat pendant la guerre de la première coalition à la bataille de Valmy, dans les batailles à Igelsberg et Schierhöhle et dans la bataille de Kaiserslautern. Il prend également part aux batailles d'Oberursel, Hochheim, Burrweiler, Roth, Limbach, Johanniskrug et au siège de Landau. Le 6 février 1797, il est promu sous-lieutenant. En 1806, il devient prisonnier de guerre lors de la guerre de la quatrième coalition à la suite de la reddition de Ratekau.
Après la paix de Tilsit, Bardeleben reçoit sa démission de capitaine le 20 août 1808, et le 22 avril 1809, il est agrégé comme capitaine d'état-major du 9e régiment d'infanterie du Corps. Le 26 mai 1809, il reçoit à nouveau sa démission avec la permission d'entrer au service étranger. Bardeleben voulait entrer au service autrichien, mais à son arrivée à Vienne, la guerre de la cinquième coalition est déjà terminée. Le 17 février 1810, il est de nouveau engagé comme capitaine d'état-major dans l'armée prussienne et agrégé dans la brigade d'artillerie de Brandebourg. Avec sa promotion au grade de capitaine, son transfert à la brigade d'artillerie de Silésie, où Bardeleben est nommé commandant de compagnie le 11 mars 1812. Le 9 mai 1813, il arrive à la forteresse de Spandau en tant qu'officier d'artillerie.
Pendant la campagne d'Allemagne, Bardeleben sert comme officier d'état-major d'artillerie au 4e corps d'armée à partir du 4 octobre 1813, et dans cette fonction, il est promu major le 4 juin 1814, avec un brevet daté du 13 juin 1814. Pour le siège et la prise de Torgau, Bardeleben reçoit la croix de fer de deuxième classe et pour Wittemberg la première classe. En 1815, il participe aux batailles de Ligny, de Waterloo et de Paris ainsi qu'aux batailles d'Aubervilliers et au siège de Mézières. Le 20 avril 1815, il rejoint le haut commandement sous les ordres de Blücher. De là, Bardeleben est transféré à l'état-major général le 3 octobre 1815 et promu lieutenant-colonel le 2 novembre 1815.
Le 16 mars 1816, il rejoint la brigade d'artillerie de la Garde en tant que brigadier, et à partir du 28 février 1817, il est en même temps membre de la commission d'examen des premiers lieutenants de l'artillerie. Le 30 mars 1823, il est promu colonel par brevet du 16 avril 1823, et reçoit en 1825 la croix de service en 1825. Le 15 janvier 1827, Bardeleben est affecté aux affaires en tant que commandant de la 3e inspection d'artillerie, et le 30 mars 1828, il est agrégé à la brigade d'artillerie de la Garde. Le 22 novembre 1830, il reçoit l'Ordre royal prussien de Saint-Jean (de). Par brevet du 6 avril 1834, Bardeleben est promu général de division le 30 mars 1834, ainsi que nommé inspecteur de la 3e inspection d'artillerie. À ce titre, il reçoit l'Ordre russe de Saint-Stanislas de 1re classe le 27 septembre 1834. Le 13 septembre 1839, il est transféré à la 4e inspection d'artillerie en tant qu'inspecteur, et le 12 septembre 1842, il est promu lieutenant général. À l'occasion de son 50e anniversaire de service, Bardeleben reçoit l'Ordre de l'Aigle rouge de 1re classe à feuilles de chêne. Le 14 décembre 1843, il est transféré à la forteresse de Coblence et Ehrenbreitstein en tant que gouverneur. Le 1er février 1844, il reçoit une allocation personnelle de 600 talers pour la durée de son service. Le 11 avril 1848, Bardeleben est mis à la retraite avec une pension de 4 000 talers. En reconnaissance de ses services, il reçoit le caractère de général de l'infanterie.
Du 18 novembre 1850 au 2 janvier 1851, il est adjoint au général commandant du 8e corps d'armée. Le 18 janvier 1861, il reçoit la Grand-croix de l'Ordre de l'Aigle rouge. Il décède à Coblence le 14 février 1868 et y est enterré le 17 février 1868.
En 1825, le lieutenant-général Braun (de) écrit dans son évaluation: « Il est donc très utile de faire preuve de prudence dans son comportement, de bonnes vues militaires et de beaucoup de compréhension naturelle. Sa brigade est en excellente forme, ce qu'il faut attribuer à son empressement à servir. On dit qu'un tempérament vif l'a amené à prendre des mesures rapides, pas toujours correctement réfléchies, qui semblaient être remplacées. »

### Famille
Bardeleben se marie le 25 avril 1806 à Berlin la salonnière Henriette Karoline Charlotte Hübschmann (née en 1780 et mort en 1852 à Dresde), fille du directeur de poste berlinois Johann Friedrich Hübschmann (1741-1798), plus tard à Emmerich, et Sophie Amalie Hübschmann, née Lanz (1745-1827). Il divorce le 4 juin 1811. Le couple a les enfants suivants:
- Moritz Hermann Julius (né le 17 octobre 1807 et mort jeune)
- Adolf Hermann Leo (né le 1er mars 1809 et mort le 1er avril 1821)

Moritz von Bardeleben se marie le 21 septembre 1814 à Berlin avec Charlotte Ernestine Klaproth (né le 16 avril 1790 et mort le 10 février 1868), la fille du chimiste Martin Heinrich Klaproth. Le couple a les enfants suivants:
- Heinrich Albert Moritz (1814-1890), haut président de la province de Rhénanie
- Juliane Hermine Henriette (né le 16 août 1816 et mort le 4 avril 1817)

## Travaux
- Lettre de Karl Moritz Ferdinand von Bardeleben à Caroline Charlotte Henriette Hübschmann, 1806